# Magmatiske bjergarter
Magmatiske bjergarter dannes når smeltet stenmasse størkner. Magma i Jordens indre og lava på jordoverfladen afkøles og bliver til forskellige magmatiske bjergarter. Der findes tre typer af magmatiske bjergarter: dybbjergarter, dagbjergarter og gangbjergarter.
Magmatiske bjergarter kan også opdeles efter den kemiske sammensætning, primært SiO2-indholdet. Felsiske (granitiske) magmabjergarter er lyse bjergarter, der er rige på kvarts, kalifeldspat og albit. Felsiske bjergarter er overmættede med hensyn til SiO2 (67-72 %), så kvarts udkrystalliseres ud fra restsmelten. Kontinentalplader består i store træk af felsiske bjergarter.
Intermediære (andesitiske) magmabjergarter har SiO2-indhold på 52-66 %, og er rige på amfibol og plagioklas (blanding af anorthit og albit). De findes typisk i subduktionszoner, der involverer kontinental- og oceanbundsplader.
Mafiske (basaltiske) magmabjergarter opbygger oceanbundspladerne, og er mørke bjergarter rige på pyroxener og anorthit. SiO2-indholdet er 45-52 %.
Endelig er der de ultramafiske magmabjergarter på under 45 % SiO2. Her er oliviner og pyroxener hovedmineralerne. Primære magmaer, der dannes ved opsmeltning af kappen, er ultramafiske, fx kimberlitter.

## Dybbjergarter
Dybbjergarterne (plutonitter) dannes af magma, der er størknet nede i dybet under et stort isostatisk tryk. Store legemer af magma er enten magmakamre til vulkaner, eller også selvstændige intrusioner. Afkølingen er sket i løbet af tusinder af år, derfor har krystallerne kunnet vokse sig store. Bjergarten er generelt grovkornet (>5 mm), og kløvning er som regel god i alle retninger.
Dybbjergarterne klassificeres ved Streckeisens klassifikationssystem med følgende hovedkategorier:
- Granit - felsisk
- Syenit - intermediær (kalifeldspatrig)
- Monzonit - intermediær
- Diorit - intermediær (plagioklasrig)
- Gabbro - mafisk
- Peridotit - ultramafisk

## Dagbjergarter
Hos dagbjergarterne er magmaet størknet oppe på jordens overflade. Temperaturen er faldet hurtigt og trykket var lavt i forhold til det tryk, dybbjergarterne var udsat for. Afkølingen er sket hurtigt over kort tid. Bjergarten har ikke haft tid til at udvikle særlige krystaller, derfor ligger krystallerne sjældent i et ordnet mønster (krystalstruktur), de har ofte uens størrelse og er ofte små. Kløvning er ikke ens i alle retninger. Bjergarten er et umiddelbart resultat af en vulkansk aktivitet.
Under eruption af lava afgives gas og væske, og ofte reagerer lavaen med de bjergarter, som den presser sig igennem inden, at den sprøjter op i luften eller vandet oven over. Derfor har dagbjergarter lokale navn eller navn, som genspejler strukturer eller sammensætning af bjergarten.
De almindeligste dagbjergarter:
- Rhyolit
- Porfyr
- Rombeporfyr
- Andesit (porfyrit)
- Basalt

## Gangbjergarter
Hos gangbjergarterne er magmaen størknet i gangene, hvor magmaen er blevet presset op til jordoverfladen. Det vil sige, at når den vulkanske aktivitet er stoppet, er en gangbjergart den bjergart, som dannes af den resterende magma i vulkanens rør op til jordoverfladen. Temperaturen synker hurtigt og trykket er relativt lavt i forhold til det tryk, dybbjergarter bliver udsat for. Afkøling er sket forholdsvis hurtigt. Bjergarten har ikke haft tid til at udvikle store krystaller, derfor ligger krystallerne sjældent i et organiseret mønster (krystalstruktur), de har ofte uens størrelse og er ofte små. Bjergarten kan betegnes som et umiddelbart resultat af en vulkansk aktivitet.
De almindeligste gangbjergarter:
- Kvartsporfyr
- Porfyr
- Rombeporfyr
- Porfyrit
- Diabas